# Seleção Boliviana de Voleibol Masculino
A seleção boliviana de voleibol masculino é uma equipe sul-americana composta pelos melhores jogadores de voleibol da Bolívia. A equipe é mantida pela Federação Boliviana de Voleibol (em língua castelhana, Federación Boliviana de Voleibol). Encontra-se na 104ª posição do ranking mundial da FIVB segundo dados de 22 de julho de 2013.